# Cảm hứng nghệ thuật

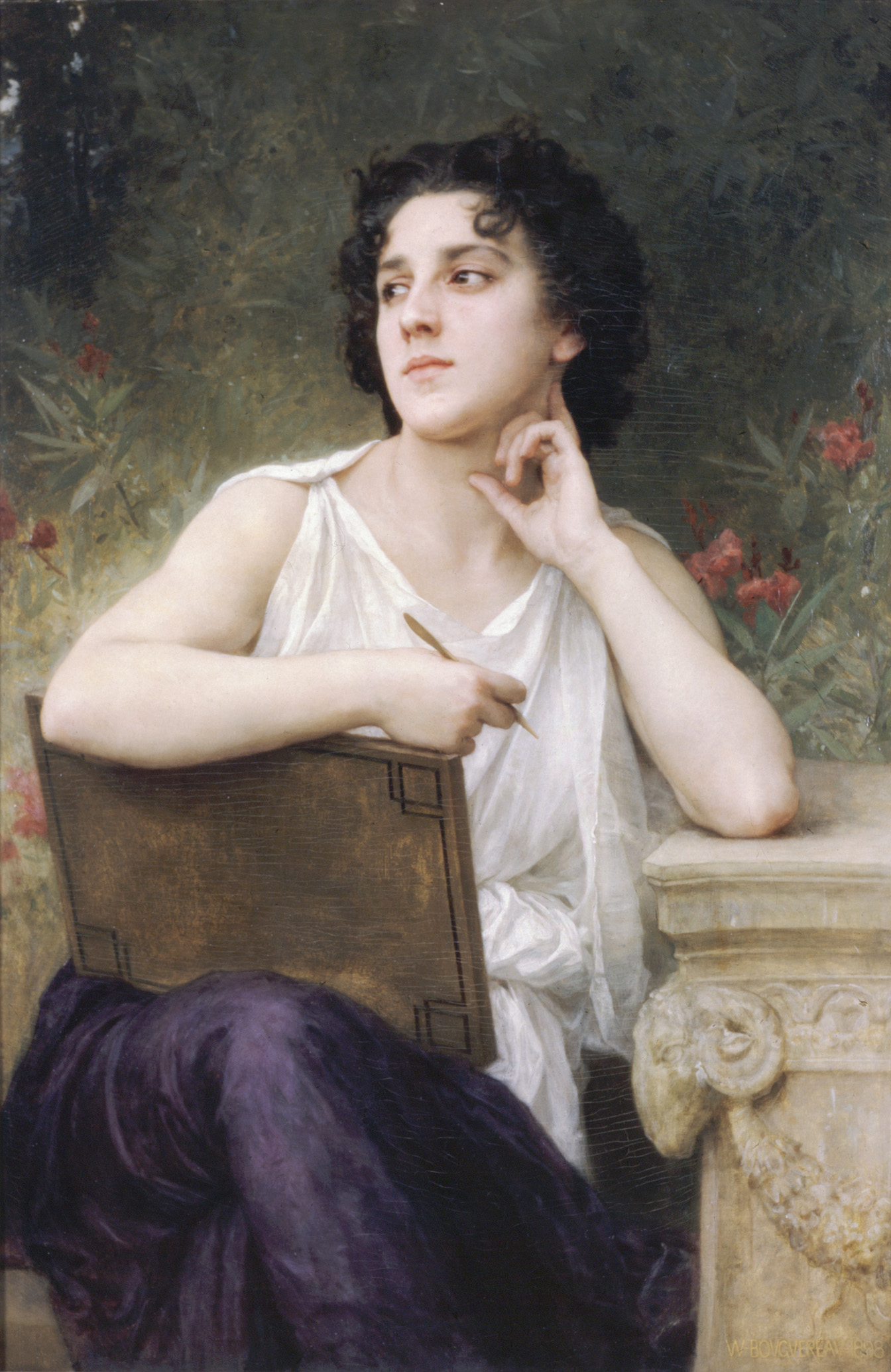
Họa phẩm của William-Adolphe Bouguereau (1825-1905) về cảm hứng sáng tác

Cảm hứng nghệ thuật (Artistic inspiration) là một sự bùng nổ vô thức trong sáng tạo của một tác phẩm văn học, thơ ca, âm nhạc, nghệ thuật thị giác và các nỗ lực nghệ thuật khác, điều này gọi là cảm hứng dâng trào, sự hưng phấn và khoảnh khắc xuất thần dấy lên. Khái niệm này có nguồn gốc từ cả triết học Hy Lạp và Hebraism. Người Hy Lạp tin rằng cảm hứng hoặc "sự nồng nhiệt", sự lãng mạn nồng nàn đến từ nàng thơ, cũng như các vị thần Apollo và Dionysus, gọi đó là sự điên rồ của thi ca (Furor poeticus). Tương tự như vậy, trong các tín ngưỡng Bắc Âu cổ đại, cảm hứng dâng trào bắt nguồn từ các vị thần, chẳng hạn như Odin. Cảm hứng cũng là một vấn đề thiêng liêng trong thi pháp tiếng Do Thái. Trong Sách Amos, nhà tiên tri nói về việc bị choáng ngợp bởi lời Chúa và buộc phải nói lại điều này. Trong Thiên chúa giáo, cảm hứng là một ân tứ của Chúa Thánh Thần. Vào thế kỷ XVIII, nhà triết học John Locke đã đề xuất một mô hình về tâm trí con người trong đó các ý tưởng liên kết hoặc cộng hưởng với nhau trong tâm trí. Trong tâm lý học hiện đại, cảm hứng không thường xuyên được nghiên cứu, nhưng nhìn chung được coi là một quá trình hoàn toàn nội tại. Tuy nhiên, theo mỗi quan điểm, dù là kinh nghiệm hay huyền bí thì cảm hứng về bản chất đều nằm ngoài tầm kiểm soát, một nghiên cứu hiện đại về cảm hứng là nghiên cứu do Takeshi Okada và Kentaro Ishibashi thực hiện, được công bố vào năm 2016 trên tạp chí đa ngành Cognitive Science đã củng cố điều này.

## Đại cương
Vào thế kỷ XIX, các nhà thơ Lãng mạn (dòng thơ tình) như Samuel Taylor Coleridge và Percy Bysshe Shelley tin rằng cảm hứng đến với một nhà thơ vì nhà thơ đã hòa hợp với "gió" (thần thánh hoặc huyền bí) và vì tâm hồn của nhà thơ có thể tiếp nhận những viễn cảnh như vậy. Vào đầu thế kỷ XX, nhà phân tích tâm lý Sigmund Freud tin rằng bản thân ông đã tìm thấy cảm hứng trong tâm lý bên trong của nghệ sĩ. Bác sĩ tâm thần, tác giả của Lý thuyết về cảm hứng của Carl Gustav Jung cho rằng một nghệ sĩ là người đã hòa hợp với bản năng sáng tạo của họ, thứ đã mã hóa nguyên mẫu của tâm trí con người. Lý thuyết nghệ thuật Marxist coi đó là sự thể hiện của sự xung đột giữa cơ sở kinh tế và các vị trí siêu cấu trúc kinh tế, hoặc là cuộc đối thoại không được biết đến của các hệ tư tưởng cạnh tranh, hoặc là sự khai thác một "vết nứt" trong hệ tư tưởng của giai cấp thống trị.  
Một khái niệm có liên quan là sáng tác tự động, theo đó là một khả năng ngoại cảm] được cho là giúp một người tạo ra các từ ngữ viết mà không cần viết một cách có ý thức (chẵng hạn như các điều mặc khải, khải tượng, thị kiến của các nhà tiên tri). Những người thực hành tham gia vào việc viết tự động bằng cách cầm một dụng cụ viết và cho phép các linh hồn được cho là điều khiển bàn tay của người thực hành. Dụng cụ có thể là một dụng cụ viết thông thường hoặc có thể là một dụng cụ được thiết kế đặc biệt để viết tự động, chẳng hạn như planchette hoặc bảng cầu cơ (ouija). Các truyền thống tôn giáo và tâm linh đã kết hợp chữ viết tự động, bao gồm cơ bút trong tín ngưỡng dân gian Trung Quốc và ngôn ngữ Enochian liên quan đến phép thuật Enochian. Trong thời đại hiện đại, nó gắn liền với Chủ nghĩa tâm linh, thông thiên học và thuyết huyền bí, với những người thực hành đáng chú ý bao gồm W. B. Yeats và Arthur Conan Doyle. Không có bằng chứng nào chứng minh sự tồn tại của chữ viết tự động và các tuyên bố liên quan đến nó là không thể chứng minh là sai. Các ví dụ được ghi chép lại được coi là kết quả của hiện tượng vận động ý tưởng.